# Žigmund Pálffy
Žigmund Pálffy (* 5. Mai 1972 in Skalica, Tschechoslowakei) ist ein ehemaliger slowakischer Eishockeyspieler, der für die New York Islanders, Los Angeles Kings und Pittsburgh Penguins in der National Hockey League sowie den HK 36 Skalica in der slowakischen Extraliga aktiv war.

## Karriere

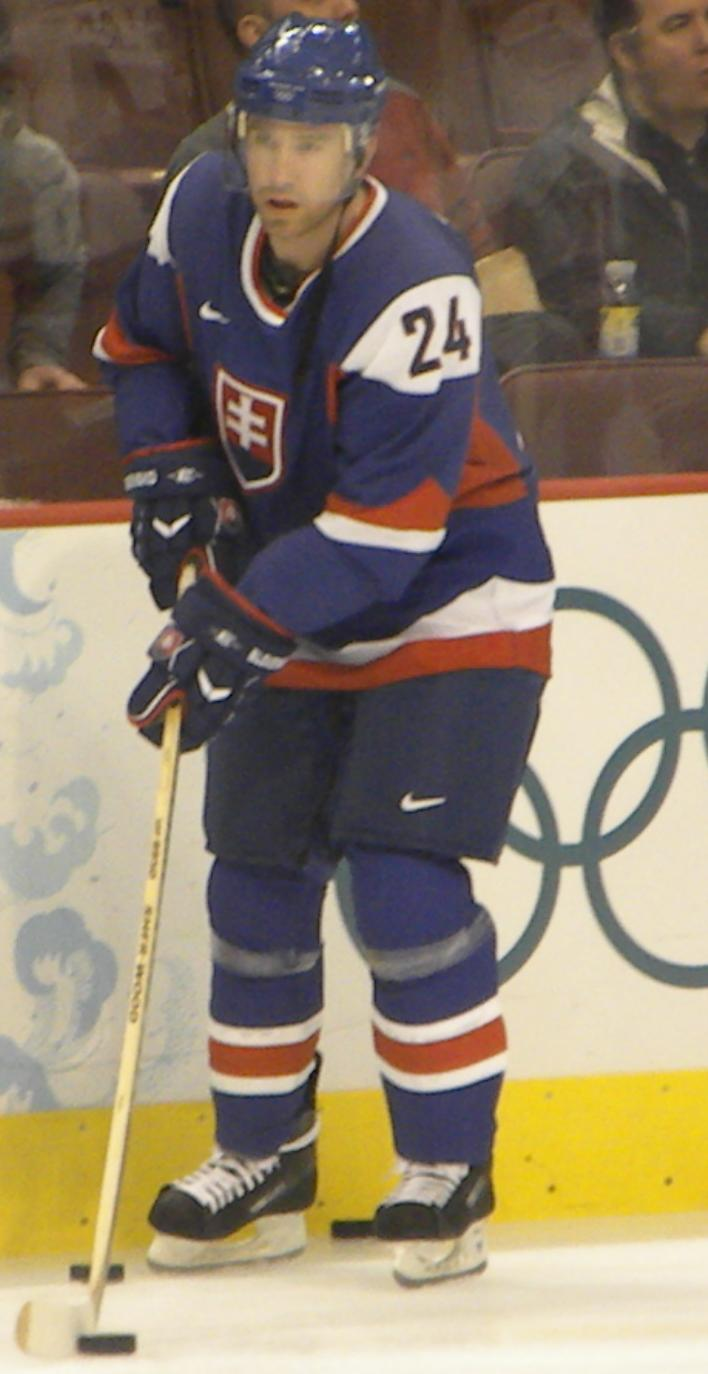
Pálffy im Dress der slowakischen Nationalmannschaft

Bevor Pálffy in die National Hockey League kam, spielte er in seiner Heimat für den AC Nitra und HC Dukla Trenčín. Am 9. Juni 1991 wurde er von den New York Islanders in der zweiten Runde als 26. Spieler insgesamt beim NHL Entry Draft 1991 ausgewählt. Nach acht Jahren auf Long Island wechselte Pálffy am 19. Juni 1999 zusammen mit Bryan Smolinski, Torhüter Marcel Cousineau und einem Viertrunden-Draftrecht im NHL Entry Draft 1999 zu den Los Angeles Kings; im Gegenzug bekamen die Islanders Olli Jokinen, Josh Green, Mathieu Biron und einen Erstrunden-Draftpick. Bei den Kings blieb er bis zum Lockout 2004/05.
Er unterzeichnete am 6. August 2005 einen Dreijahresvertrag bei den Pittsburgh Penguins über 13,5 Millionen US-Dollar. Am 18. Januar 2006 beendete Žigmund Pálffy aufgrund einer langwierigen Schulterverletzung, die ihn seit der Saison 2003/04 plagte, überraschend seine Karriere. Im Sommer 2007 kündigte er sein Comeback an und unterzeichnete einen Vertrag beim slowakischen Erstligisten HK 36 Skalica. Beim HK 36 entwickelte er sich schnell zu einem Führungsspieler und stellte sowohl in der Saison 2007/08 als auch in der folgenden Spielzeit Rekorde für die meisten Punkte in der Extraliga auf. Zudem erreichte er mit Skalica 2009 den größten Erfolg der Vereinsgeschichte: das Erreichen des Playoff-Finales.
Während der Saison 2010/11 pausierte er erneut vom Eishockey, bis er 2011 als Mannschaftskapitän zum HK 36 zurückkehrte und Topscorer der Extraliga-Hauptrunde wurde. In den folgenden zwei Spieljahren gehörte er weiter zu den Leistungsträgern des Teams und war weiter Mannschaftskapitän, ehe er im Juli 2013 seine Karriere endgültig beendete. Im Jahr 2019 wurde er gemeinsam mit seinem langjährigen Nationalmannschaftskollegen Miroslav Šatan in die IIHF Hall of Fame aufgenommen.

### International

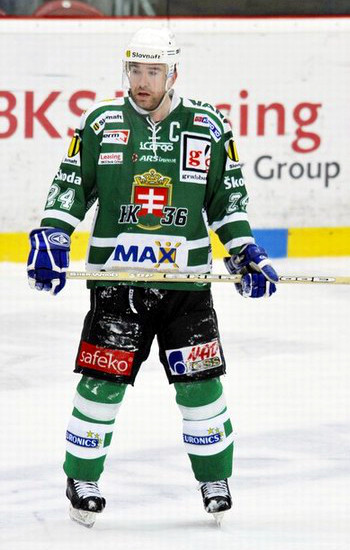
Pálffy im Trikot des HK 36 Skalica

Pálffy absolvierte eine Vielzahl von Länderspielen für die Slowakei und die ehemalige Tschechoslowakei und gewann die Goldmedaille mit der Slowakei bei der Weltmeisterschaft 2002.

## Erfolge und Auszeichnungen

### International
- 1991 Bronzemedaille bei der U20-Junioren-Weltmeisterschaft
- 1994 Topscorer der Olympischen Winterspiele
- 2002 Goldmedaille bei der Weltmeisterschaft
- 2003 Bronzemedaille bei der Weltmeisterschaft
- 2003 Topscorer der Weltmeisterschaft

### Persönliche Auszeichnungen
- 1991 Rookie des Jahres der 1. Liga
- 1992 Tschechoslowakischer Meister
- 1992 Topscorer und Bester Torschütze der 1. Liga
- 1993 Topscorer der 1. Liga
- Teilnahme am NHL All-Star Game: 1997 (verletzungsbedingte Absage)[1], 1998, 2001 und 2002
- 2019 Aufnahme in die IIHF Hall of Fame

## Karrierestatistik

### International
(Legende zur Spielerstatistik: Sp oder GP = absolvierte Spiele; T oder G = erzielte Tore; V oder A = erzielte Assists; Pkt oder Pts = erzielte Scorerpunkte; SM oder PIM = erhaltene Strafminuten; +/− = Plus/Minus-Bilanz; PP = erzielte Überzahltore; SH = erzielte Unterzahltore; GW = erzielte Siegtore; 1 Play-downs/Relegation; Kursiv: Statistik nicht vollständig)